# Jacob Peterson
Jacob Peterson (Lidköping, Suecia, 19 de julio de 1999) es un jugador profesional sueco de hockey sobre hielo que se desempeña en la posición de centro en San Jose Sharks, equipo de la National Hockey League (NHL).

## Carrera
Fue seleccionado en la quinta ronda en la NHL Entry Draft de 2017. En 2021 hizo su debut profesional con el equipo Dallas Stars, en el cual jugó dos temporadas (2021-2022), después pasó a San Jose Sharks, donde lleva jugando dos temporadas.